# Chapelle du Bon-Pasteur de l'hôpital Lesbazeilles
La chapelle du Bon-Pasteur est le lieu de culte catholique attaché à hôpital Lesbazeilles de Mont-de-Marsan, préfecture du département français des Landes.

## Présentation
Elle se situe au 35-23 Rue Augustin Lesbazeilles, à Mont-de-Marsan.

### Historique
La chapelle actuelle est construite en 1817 par une ordonnance de 1816 sur les plans de l'architecte Rieutord avant d'être bénite en 1820. Elle remplace une chapelle plus ancienne, construite à la demande de Louis-Gaston Fleuriau d'Armenonville, évêque d’Aire, bénie le 22 novembre 1703 et détruite pendant la Révolution française. Elle figure sur le plan général de la ville de 1845.

## Galerie

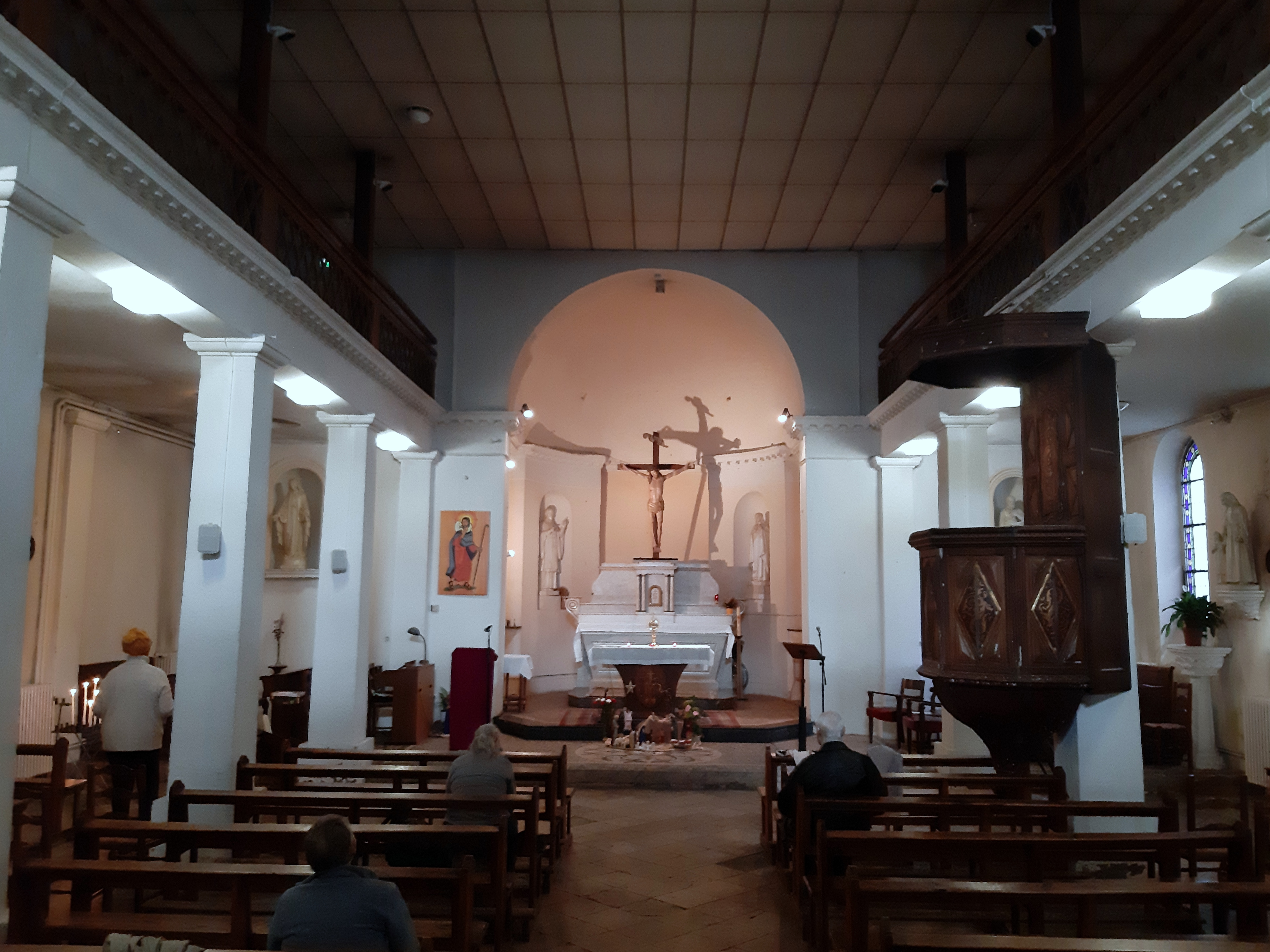
Vue intérieure de la chapelle.
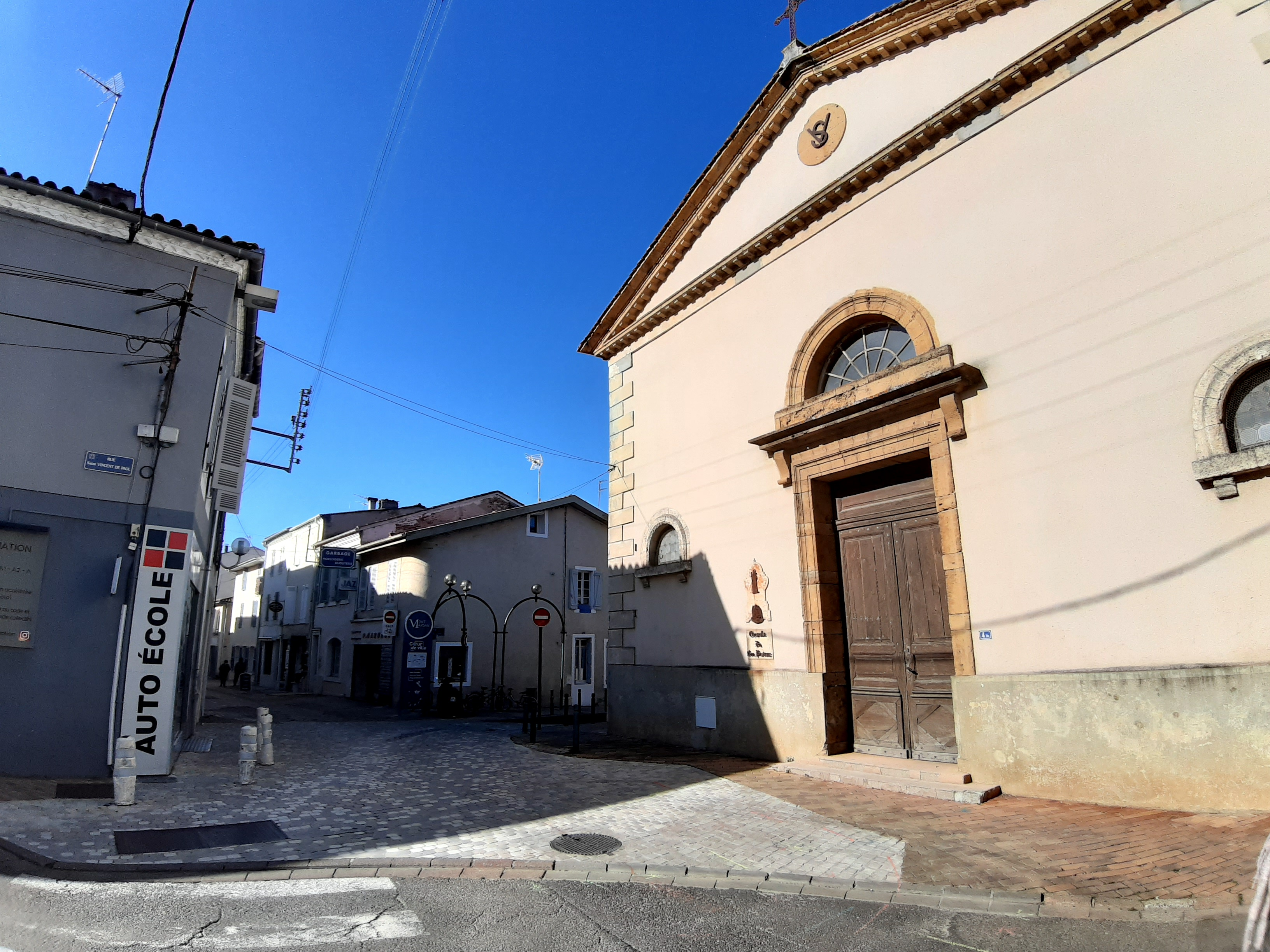
Emplacement de l'ancienne porte d'Aire des remparts de Mont-de-Marsan, au carrefour des rues des Jardins, Augustin Lesbazeilles et Saint-Vincent de Paul.
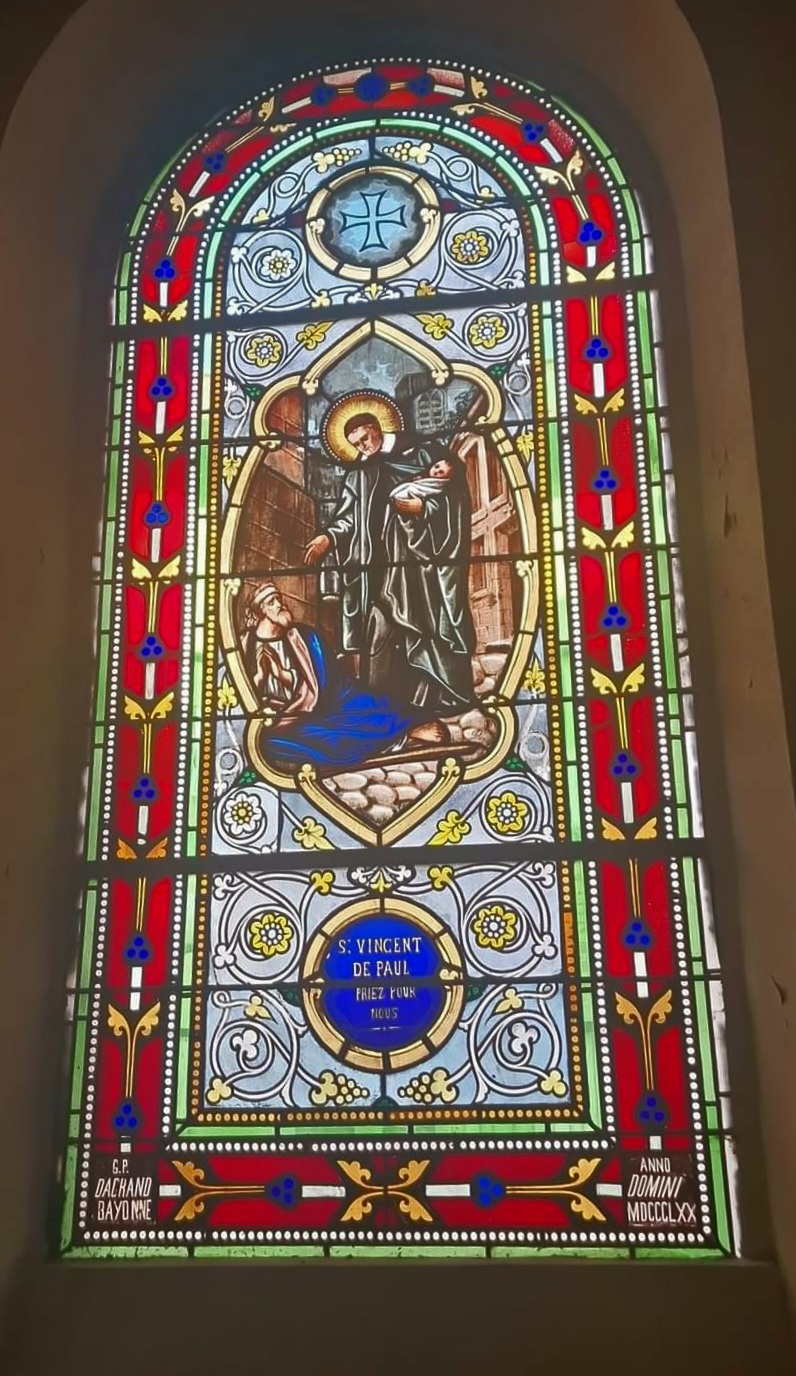
Vitrail représentant saint Vincent de Paul.